# UFC Fight Night: Nogueira vs. Davis
UFC Fight Night: Nogueira vs. Davis, também conhecido como UFC Fight Night 24 e UFC Fight Night; Seattle, é um evento de MMA que será realizado pelo Ultimate Fighting Championship em 26 de março de 2011 no Key Arena, em Seattle, Washington, EUA.

## Bônus da Noite
Lutadores receberam um bônus de $55,000.
- Luta da Noite:  Michael McDonald vs.  Edwin Figueroa
- Nocaute da Noite:  Johny Hendricks
- Finalização da Noite:  Chan Sung Jung